# Михаљ Силађи
Михаљ Силађи (мађ. Szilágyi Mihály), (око 1400 — Константинопољ 1460), Хорогсегешки гроф (мађ. Horogszeg), војсковођа и владар. У српској епици се јавља као Михајло Свилојевић.

## Биографија
Михаљ Силађи је био стриц Маћаша I, такође је био саборац Хуњади Јаноша у његовим ратовима против Османлија, битка код Варне и Друга косовска битка.

### Титуле
- За време београдске кампање 1456. године је био капетан Београда (nándorfehérvári kapitány) и уједно је учествовао у обнови разрушеног града.
- У периоду 1457 — 1458. и 1460. је био бан од Мачве (macsói bán).
- 1458. године је изабран за регента Мађарске
- Од 1460. године је постао војвода Ердеља и главни капетан јужних делова Мађарске.

## Опсада Београда (1456)
Када је 1456. године Мехмед II поново покренуо поход на Београд (тада познат под именима Нандорфехервар, Ландорфејервар и Болгарфехервар), Јанош Хуњади је поверио одбрану јужних делова Мађарске краљевине Михаљу Силађију. Главна битка између хришћана и Османлија се одиграла код Београда, тачније Калемегданске тврђаве. Ту је уједињена хришћанска војска страховито поразила Турке и вратила их назад на исток. У овој кампањи Михаљ Силађи је побрао славу, пошто је као војсковођа предводио задњи јуриш на Турке, дефинитивно их је разбио и поражене натерао да се повуку.

## Борба за превласт
Удајом сестре Михаља Силађија, Ержебете за Јаноша Хуњадија, Михаљ је постао је следбеник Хуњадијевих а са смрћу Јаноша Хуњадија и носилац његових идеја. У свим сукобима у којима је учествовала кућа Хуњадијевих био је главни поборник и извршилац.
После погубљења Ласла Хуњадија 1457. године, Михаљ Силађи је као циљ за освајање поставио Ердељ, зато што су Хуњадијеви у тим граничним областима (Partium) имали најјаче упориште и подршку.
Ондашње становништво, Секељи, и властодршци су га дочекали раширених руку, за разлику од тамошњих Саса којима он баш и није био добродошао.
Док је у свим осталим крајевима постепено учвршћивао своју власт, Михаљ Силађи је имао у Бистрици, једним од центара куће Хуњадијевих, пуно проблема и није добио очекивану подршку а и почетну подршку коју је добио од Секеља и локалних властодржаца постепено је губио. Улагао је доста напора да учврсти свој положај, покушавао је да успостави добре односе чак и са старим противницима, међу којима и са Сентмиклоши Понграцом, са којим је склопио уговор о међусобној сарадњи. У свим овим политичким смицалицама чак је и краљ морао да реагује да би донекле смирио ситуацију у краљевству и сазвао је краљевски савет у престоници Пожуну.
У свим овим, за Михаља домаћим неприликама, ј ош је дошао и у сукоб са Турцима али је на његову срећу те минималне турске снаге везира Мухамеда је потукао у бици у околини данашњег Београда, тада тврђаве Калемегдана. Али највећа опасност Михаљу је вребала од Ђурђа Бранковића и грофа Улриха III Цељског, рођака мађарског краља Сигисмунда, који су константно или били инертни према њему или му радили о глави, да би ослабили његову власт и тиме ојачали власт Мађарског краља. Чак је и једном приликом, док је био у посети Београду, била организована сачекуша на Михаља од стране Ђурђа Бранковића, али се Михаљ пуком срећом извукао и спасао се бегом, док је том приликом његов брат Ласло Силађи (László Szilágyi) који је био управитељ града Београда у то време, подлегао ранама.
Да би се осветио, на брзину је сакупио војску и ударио на Бранковића и поразио га у бици код Купиника и тада му је за казну одсекао два средња прста због неверног заклињања. Живот му је поштедео захваљујући Матија Хуњадију који је тада већ имао у плану краљевску титулу и били су му потребни савезници у ослабљеном краљевству.

## Силађи у служби краља Матија I Корвина
У међувремену у Прагу, 23. новембра 1457. године је умро Ласло V. (V.László). То је Силађи паметно искористио и 1458. је изабран за регента на пет година док Матија не постане пунолетан и донео је законе са којима је максимално заштитио младог краља а и себе.
Хуњадијевима, а и себи је присвојио огромне поседе и краљевски двор, тако да је финансијски обезбедио новог будућег краља максимално, што је и довело до тога да Матија када је преузео престо постане један од моћнијих Мађарских краљева који су пуно допринели не само економском него и културном успону Мађарске.
Обављајући прљави део посла за рачун куће Хуњадијевих, нешто је и радио за себе, освечујући се старим непријатељима. Највећу грешку је направио када је хтео да поврати стари сјај Бистрици и поново је хтео силом да је заузме, у чему је успео, али је направио страховити покољ међу становноштвом, чиме је разбеснео младог краља Матију, који га је за казну затворио у тврђаву Вилагош (Világos), која се налазу у околини данашњег румунског града Арада. Матија је чак издао наредбу да се Силађи погуби, али ју је на интервенцију папе Пије II. (Enea Silvio Piccolomini), повукао.
1459. године због поновне опасности од Турака, краљ Матија Корвинијус Хуњади се помирио са Силађијем, вратио му је неке од старих овлашћења, власт над Ердељем и над јужним крајевима мађарске краљевине.
Силађи је са старим жаром стао опет под управу Хуњадијевих и прво је ојачао све градове тврђаве у јужном делу краљевства а у бици код Футога (Futak), је поразио турске снаге на челу са Али бегом.
Други сукоб са Али бегом 1460. године није му донео срећу. У овом сукобу је поражен, заробљен и одведен у Цариград где му је одсечена глава, по наредби султана Мехмеда II.